# اس‌اس جورجیا (۱۸۹۰)
اس‌اس جورجیا (۱۸۹۰) (به انگلیسی: SS Georgia (1890)) یک زیردریایی بود که طول آن ۳۳۱ فوت (۱۰۱ متر) بود. این زیردریایی در سال ۱۸۹۰ ساخته شد.